# Massakory
Massakory   este un oraș  în  partea de vest a Ciadului,  centru administrativ al regiunii  Hadjer-Lamis.